# Robert Sabolič
Robert Sabolič (ur. 18 września 1988 w Jesenicach) – słoweński hokeista, reprezentant Słowenii, dwukrotny olimpijczyk.

## Kariera
- HD Mladi Jesenice U20 (2004-2005, 2006-2007)
- HD Mladi Jesenice (2006-2009)
- Acroni Jesenice (2009-2011)
- Södertälje (2011-2012)
- HK Poprad (2011-2012)
- ERC Ingolstadt (2013-2014)
- Sparta Praga (2015-2016)
- Admirał Władywostok (2016-2017)
- Torpedo Niżny Nowogród (2017-2019)
- HC Ambrì-Piotta (2019-2020)
- IK Oskarshamn (2021)
- Krefeld Pinguine (2021-)

Wychowanek klubu z rodzinnych Jesenic. W drużynie Acroni Jesenice grał w ramach austriackich rozgrywek EBEL. Od czerwca 2011 był zawodnikiem szwedzkiego zespołu Södertälje z rozgrywek Allsvenskan (wraz z nim z Jesenic do tej drużyny przeszedł jego rodak, Žiga Jeglič). Od września 2012 w słowackim klubie z Popradu, a od stycznia 2013 w niemieckim klubu ERC Ingolstadt. W czerwcu 2014 został graczem Sparty Praga, z którym w styczniu 2015 przedłużył kontrakt o dwa lata. W czerwcu 2016 przeszedł do Admirała Władywostok w lidze KHL, a w grudniu 2016 prolongował umowę o rok. Pod koniec grudnia 2017 został przetransferowany do. W lipcu 2019 przeszedł do HC Ambrì-Piotta. Tam grał do końca sezonu 2010/2020, a w styczniu 2021 został zawodnikiem szwedzkiej drużyny IK Oskarshamn. W kwietniu 2021 ogłoszono jego odejście z klubu. Pod koniec tego miesiąca został zaangażowany przez Krefeld Pinguine.
Uczestniczył w turniejach mistrzostw świata w 2011 (Elita), 2012 (Dywizja I), 2013, 2015 (Elita), 2016 (Dywizja I), 2017 (Elita), 2018 (Dywizja I), 2019, 2022 (Dywizja I) oraz zimowych igrzysk olimpijskich 2014, 2018.

## Sukcesy
Reprezentacyjne
- Awans do Elity mistrzostw świata: 2012, 2016, 2022

Klubowe
- Złoty medal mistrzostw Słowenii: 2010, 2011 z Acroni Jesenice
- Złoty medal mistrzostw Niemiec: 2014 z ERC Ingolstadt

Indywidualne
- DEL (2013/2014):
  - Pierwsze miejsce w klasyfikacji strzelców w fazie play-off: 9 goli
- KHL (2016/2017):
  - Czwarte miejsce w klasyfikacji zwycięskich goli w sezonie zasadniczym: 6 goli
- Mistrzostwa Świata w Hokeju na Lodzie 2017/Elita:
  - Jeden z trzech najlepszych zawodników reprezentacji[14]
- Mistrzostwa Świata w Hokeju na Lodzie 2022 (I Dywizja)#Grupa A:
  - Pierwsze miejsce w klasyfikacji strzelców turnieju: 4 gole[15]
  - Piąte miejsce w klasyfikacji kanadyjskiej turnieju: 5 punktów[16]